# Епископ мохачки Јефрем
Јефрем Јанковић Тетовац (у свету Јевфимије Јанковић; око 1658, Скопље или Тетово — 18 (29) март 1712) — епископ Српске православне цркве и Руске православне цркве, митрополит суздалски и јурјевски, раније митрополит скопски.

## Биографија
Био је син трговца. У епитафу Јефрема је назначено да је он „по рођењу Србин... отаџбина Скопског српског града... пастир деветнаест година Христовог стада, раније Пјатизерквенски...”. У српским изворима Јефрем се помиње под надимком Тетовац, па неки истраживачи сматрају да потиче из града Тетова (данас Северна Македонија).
У време Велике сеобе Срба 1690. године одлази са патријархом Арсенијем III Чарнојевићем и настањује се у граду Сентандреји (данас Мађарска).
На Васкрс 1694. године, у Успенском храму у Сентандреји, посвећен је од стране патријарха Арсенија III за епископа петоцркванског и мухачког сегетварског и канижинског, шиклеушког и других .
Новембра 1703. године „као епископ српског манастира Тројице“ са 3 старешина стиже у Кијев ради прикупљања милостиње. Немајући писмо захвалности, које му је дало ово право, написао је писмо цару Петру Великом, обавештавајући о невољи Срба, али је посланички сенат наредио да буде прогнан из земље. Поново је стигао у Русију 22. јануара 1705. као митрополит, добио награду у новцу, самурима и платну. У молби цару рекао је да су у јануару 1704. Мађари дошли у његову петоцркванску епархију, порушили манастир Успења Пресвете Богородице, „посјекли“ сву братију „и све хришћане који су се нашли у овој епархији. "
Од септембра 1707. до маја 1708. године био је у војсци, где је послат по наређењу цара „са сакристијама и са певачима и од слуге из српске земље, као и из Суздаља, које му је дато. за његову службу“.
Од 1708. живео је у Суздаљу.
Период Јефремовог боравка на Суздаљском трону одређен је епитафом: „Не више од седам месеци и три године“, односно можда у септембру 1708. године због болести митрополита светог Илариона Суздаљског (умро 14 (25) год.) децембра 1708), Јефрем је, по свему судећи, постао администратор Суздаљске и Јурјевске епархије, а након смрти Илариона постављен је на катедру у постојећи чин митрополита.
Преминуо је 18 (29) марта 1712. године. Сахрањен је у суздалској катедрали у част Рођења Пресвете. Богородице, поред гроба Светог Илариона Суздаљског.